# Paracanthinomyia argyrostriata
Paracanthinomyia argyrostriata är en tvåvingeart som beskrevs av Lindner 1964. Paracanthinomyia argyrostriata ingår i släktet Paracanthinomyia och familjen vapenflugor. Inga underarter finns listade i Catalogue of Life.